# Гранит (Оклахома)
Гранит (англ. Granite) — місто (англ. town) в США, в окрузі Грір штату Оклахома. Населення — 1628 осіб (2020).

## Географія
Гранит розташований за координатами 34°57′22″ пн. ш. 99°22′13″ зх. д. / 34.95611° пн. ш. 99.37028° зх. д. (34.956163, -99.370346).  За даними Бюро перепису населення США в 2010 році місто мало площу 8,38 км², уся площа — суходіл.

## Демографія
Згідно з переписом 2010 року, у місті мешкало 2065 осіб у 456 домогосподарствах у складі 293 родин. Густота населення становила 246 осіб/км².  Було 532 помешкання (64/км²).
Расовий склад населення:
| - 75,8 % — білих - 15,6 % — чорних або афроамериканців - 4,7 % — корінних американців - 0,2 % — азіатів - 0,1 % — вихідців з тихоокеанських островів - 1,5 % — осіб інших рас |

До двох чи більше рас належало 2,0 %. Частка іспаномовних становила 5,5 % від усіх жителів.
За віковим діапазоном населення розподілялося таким чином: 14,3 % — особи молодші 18 років, 76,5 % — особи у віці 18—64 років, 9,2 % — особи у віці 65 років та старші. Медіана віку мешканця становила 36,0 року. На 100 осіб жіночої статі у місті припадало 262,9 чоловіків;  на 100 жінок у віці від 18 років та старших — 318,2 чоловіків також старших 18 років.
Середній дохід на одне домашнє господарство  становив 46 302 долари США (медіана — 40 250), а середній дохід на одну сім'ю — 56 299 доларів (медіана — 46 250). Медіана доходів становила 36 591 долар для чоловіків та 37 232 долари для жінок. За межею бідності перебувало 21,2 % осіб, у тому числі 17,8 % дітей у віці до 18 років та 19,1 % осіб у віці 65 років та старших.
Цивільне працевлаштоване населення становило 476 осіб. Основні галузі зайнятості: публічна адміністрація — 25,8 %, сільське господарство, лісництво, риболовля — 23,3 %, освіта, охорона здоров'я та соціальна допомога — 17,4 %, роздрібна торгівля — 12,4 %.